# 良庆大桥
良庆大桥是广西壮族自治区南宁市跨过邕江的一座公路悬索桥，主跨420米，2013年10月26日动工，2015年12月16日主桥合龙，2016年4月30日通车。